# دنيس بورغس
دنيس بورغس (بالإنجليزية: Dennis Burgess)‏ هو ممثل بريطاني (وحمل سابقاً جنسية المملكة المتحدة لبريطانيا العظمى وأيرلندا)، ولد في 18 فبراير 1926، وتوفي في 3 نوفمبر 1980.

## وصلات خارجية
- دنيس بورغس على موقع IMDb (الإنجليزية)
- دنيس بورغس على موقع قاعدة بيانات الفيلم (الإنجليزية)